# Gan Jiang
Der Gan Jiang („Gan-Fluss“; chinesisch 赣江, Pinyin Gàn Jiāng) ist der größte Fluss in der chinesischen Provinz Jiangxi, deren Kurzbezeichnung Gan (chinesisch 贛 / 赣) lautet.
Er fließt durch den See Poyang Hu und dann in den Jangtsekiang. Er hat eine Länge von 758 km und ein Einzugsgebiet von 81.600 km². Es ist Hauptarterie Nanchangs. 

## Nebenfluss
- Xin Jiang (信江)